# 陳綺貞
陳 綺貞（チェン・チーチェン、チアー・チェン、1975年6月6日 - ）は、台湾のシンガーソングライター。台湾では珍しいフォークソングのシンガーソングライターの一人で、曲の大部分を自ら作詞・作曲している。また、作詞家・作曲家として、多数の歌手に楽曲を提供している。身長165cm。血液型AB型。独身。

## 略歴
1975年、台湾の台北市に生まれる。
1994年、台北市立景美女子高級中学を卒業し、国立政治大学哲学科へ入学。
1996年、第十二回専歌創作比賽で最佳作詞作曲（最優秀作詞作曲賞）を獲得。台湾のオーディション番組「木船民歌比賽」で優勝。同年、「防日麗油楽団」を結成。
1997年、魔岩主宰ライブ「誕生前夕」に参加。『Demo CD』を発表。
1998年、大学生在学中に魔岩唱片レーベルと契約。当時の魔岩唱片には竇唯、張楚、唐朝などの大陸の有名歌手がいた。5月、徐懐鈺、呉佩慈、李心潔と連名で、アルバム『少女標本』が発売された（『譲我想一想』が収録された）。7月、単独名義でファーストアルバム『讓我想一想』を発表。
1999年、アルバム『讓我想一想』が中華音楽人交流協会の年度十大アルバムに選ばれる。
2000年、録音作品『Demo No.2』を発表。4月、セカンドアルバム『還是会寂寞』を発表。同年の中国時報2000年十大華語音楽アルバムに選ばれる。
2001年、初の書籍作品『不厭其煩』を発表。同日、『Demo3』を発表。
2002年、『Demo3』が大陸2001年華語流行音楽伝媒大奨にノミネートされる。同年、レコード業界の不景気の影響により魔岩唱片が営業を終えたことにより、親会社のロックレコードと契約。8月、アルバム『Groupies 吉他手』を発表。9月、香港葵青劇院のミュージカル『十八相送』に参加。
2003年7月、ミュージカル『幾米地下鉄』にヒロインとして主演（12月に澳門文化中心で、2004年3月に国家戯劇院で、同7月に上海美王其大劇院で、2005年1月にシンガポールで再演）。11月、好小氣音楽工作室を創立して独立。シングル『Sentimental kills』を発表。
2004年3月、独立後2枚目となるシングル『旅行的意義』を発表。12月、サードシングル『after 17』を発表。
2005年、独立後初となる4thアルバム『華麗的冒険』を発表。2ヶ月で約30万枚の売り上げを記録し、大ヒットとなる。
2005年10月、『花的姿態演唱會』を開始。（後にDVD＋CD化）
2006年、『華麗的冒険』が第17回金曲奨最佳専輯制作人奨（最優秀プロデューサー賞）を受賞（受賞者は鐘成虎）。その他、多数の賞を受賞する。
2007年8月、『A Piece Of Summer 夏季練習曲巡迴演唱會』を開始。
2009年、5thアルバム『太陽』を発表。台湾各地でライブを行うほか、上海・北京・広州など中華人民共和国各都市、香港、シンガポール公演を行う。（後にDVD＋CD化）
2010年7月、『A Piece Of Summer II 夏季練習曲巡迴演唱會』を開始。（後にDVD＋CD化）
2013年、6thアルバム『時間的歌』を発表。
2013年11月、台北小巨蛋から始まるツアー『時間的歌世界巡迴演唱會』を開始。
2014年、書籍作品『不在他方』を発表。
2014年12月28日、光點華山電影館影像穿廊にて『陳綺貞《不在他方》新書分享會暨簽名會』を開催。
2015年5月20日、The Verseとして盧廣仲、魏如萱と共に『Team Ear 520愛的拉闊音樂會』（香港）でライブを行う。
同メンバーで『添翼2015校園巡迴演唱會』として5月23日國立臺北教育大學 體育館、6月16日國立臺南大學 中山體育館、6月18日國立東華大學 壽豐校區體育館にてライブを行う。　
2015年10月28日、彼女が撮影した写真を集めた『背對哈瓦那』（Back towards Havana）を発表。
前日には先行発売を兼ねた『陳綺貞首本攝影集《背對哈瓦那》新書發表暨簽書會』を法雅客信義A9店（新光三越A9館）にて開催。
2016年6月25日から『房間裡的音樂會-你的房間』ツアーを中国国内で行う。これにはなんと！抽選で当たると彼女が部屋に歌いに来てくれるというサービスまであった。
6/25　 武漢 湖北劇院、7/2　重慶 重慶人民大會堂、7/16、南京 太陽宮劇場、7/30　澳門 新濠影匯、
8/27　長沙 湖南大劇院、9/10、北京  北展、9/30、成都  四川锦城艺术宫
2016年7月1日から8月31日まで、『陳綺貞創作展移動的房間』を華山1914文創產業園區中4A館にて開催。
2016年8月1日『瞬：陳綺貞歌詞筆記』、『吉他手的小動作』の二冊を同時発刊。前者は18年間93曲の歌詞をまとめたもの、後者はギター楽譜集。9/3に台北誠品信義店、9/24に香港誠品銅鑼灣で500名限定でサイン会を開催。
（数量限定購入特典として、博客來では金属製栞、誠品ではポスターが貰えた）
2017年4月28日、29日、30日（追加公演）　《房間裡的音樂會》香港站を匯星 Star Hallで開催。
2017年11月22日 台中東海大學中正堂にて開催された『2017 添翼校園巡迴演唱會 - 至少 我們還有音樂』に参加。他に盧廣仲、白目樂隊、Vast & Hazy。
2018年1月12日、13日、14日（追加公演）　《房間裡的音樂會》台灣初の開催となる『陳綺貞Acoustic Cheer-ego 房間裡的音樂會2018 台北站』を台北國際會議中心TICCで行う。
2018年3月11日 國立臺灣大學體育館舊館にて開催された『2018 添翼校園巡迴演唱會 - 至少 我們還有音樂』に参加。メンバーは台中場同様の盧廣仲、白目樂隊、Vast & Hazyに加え、【2018添翼音樂創作大賽】でグランプリとなった渣泥樂團ZANIもお披露目された。
2019年1月11日（追加公演）、12日、13日　20週年演唱會《漫漫長夜》 Cheer 20を台北小巨蛋で開催。セットリストは３日間同じだったが、最終日だけ最後に『九份的珈琲店』を歌った。これが原因で23時を5分過ぎてしまい、罰金5万2500元を支払わされた。
2019年4月20日　陳綺貞20週年演唱會－漫漫長夜Cheer20 上海站を上海梅赛德斯奔驰文化中心で開催。

## エピソード
- 幼い頃からクラシック音楽を習っていた。
- 高校でギターを覚え、17歳のとき初めて作詞作曲をした。
- 19歳から大きなコンクールに参加し始め、受賞多数。
- 歩道橋、地下道の書店、騎楼、喫茶店、学校、pub、海辺、音楽祭、運動場、劇場などさまざまな場所でライブをした経験を持つ。
- 1996年に「木船民歌比賽」に優勝してからデビューするまでの間、「民歌餐庁」（フォークソングレストラン）の歌手として活動していた。その際、MCでの語り口が先生のようであったため、「老師」（先生）というあだ名がついた。
- 作詞家・作曲家として、楊乃文・李雨寰・莫文蔚・陳昇・張艾嘉・劉若英・李心潔・翁倩玉・林嘉欣・梁詠琪・鄭秀文・楊千嬅・張信哲・侯湘婷・盧廣仲らに楽曲を提供している。
- 恋人はギタリスト・プロデューサーの鐘成虎。
- 2005年、独立後最初のアルバムとなる『華麗的冒険』を発表した。当時は制作資金が不足していたため、ローンを組んでのアルバム制作・発売であり、文字通り「冒険」であった。
- 五月天とは、2007年に『私奔到月球』（五月天『離開地球表面Jump極限大碟 2007』所収）で共演。同曲は五月天の阿信が作詞作曲を手がけた。陳綺貞が自作以外の歌を発表したのは、現在までのところこの一曲のみである。また、ベストアルバム『陳綺貞精選』のカバーに、五月天のベーシスト瑪莎がメッセージを寄せるなど、五月天と関係する機会が多い。
- 2006年、パリ旅行中に地下鉄で暴漢に襲われ、頭部など全身を負傷した。その男が地下鉄でスリをする瞬間を発見し、止めようとしたところ、怒りだした男に襲われたという。同年7月、台北女巫店で行われたシークレットライブで告白した。
- 2009年3月、中華人民共和国での初めての単独ライブを上海で行った。当初は3月21日のみの予定だったが、チケットの売れ行きが予想以上によく、急遽前日の20日に追加公演を行った。
- アンコール回数が多いことで知られている。単独ライブでは、アンコールを5回以上行うことも稀ではなく、大陸では「安可女王」（アンコール女王）と呼ばれることもある。
- 2009年6月、弟・陳定盛がインターネット上で不動産詐欺の疑いをかけられるという事件が起こった。陳綺貞自身はこの件には関わっていなかったが、被害者を名乗る「自救会」（被害者の会）から綺貞と母親に謝罪を求めるメールが送られてきた。その後、事務所を通して話し合いが持たれ、「自救会」側は陳綺貞母子が事件に関係していないことを認め、謝罪した。
- 2010年、『太陽』により第21回金曲奨の最佳年度歌曲（年度最優秀歌曲）、專輯（同アルバム）、作曲（同作曲）、作詞（同作詞）、專輯製作人（同アルバムプロデューサー）、女歌手（同女性歌手）の6部門にノミネートされたが、一つも受賞できなかった。これについて、プロデューサーで恋人の鐘成虎が個人ブログにて「主流歌手把其他人趕走」（メジャー歌手がそれ以外の歌手を追い出した）などと批判。暗に最優秀女性歌手など6部門を受賞した張恵妹を指したのではないかとされ、物議を醸した。
- 『殘缺的彩虹』のMVは宮城県でロケが行われた[1]。

## ディスコグラフィー

### デモテープ
- 1997年9月 - 『Demo 1』
- 2000年3月 - 『Demo 2 - Cheer's Walkman』
- 2001年11月9日 - 『Demo 3』
- 2011年12月10日 - 『Demo 4』(台北夢想音樂節会場のみで販売)

### アルバム
- 1998年07月01日 - 『讓我想一想』
- 2000年04月12日 - 『還是會寂寞』
- 2000年06月21日 - 『プリンセス・フロム・イースト'01』 (日本)
- 2002年08月01日 - 『Groupies 吉他手』
- 2002年10月??日 - 『陳綺貞精選』（ベストアルバム）  (香港)
- 2005年04月13日 - 『CHEER』（日本でもリリースされた）（ベストアルバム）
- 2005年09月24日 - 『華麗的冒險』
- 2007年05月18日 - 『陳綺貞2005-2006花的姿態演唱會經典實録』(精裝版2CD＋DVD/DVD/平裝版CD)
- 2009年01月22日 - 『太陽』
- 2010年05月05日 - 『太陽巡迴演唱會 immortal tour 影音紀錄』(2DVD+2CD+All Area Pass寫真書)
- 2012年09月11日 - 『A Piece of Summer II 夏季練習曲世界巡迴現場錄音』(2CD+DVD限量精裝版)
- 2013年01月23日 - 『52赫茲』(鍾成虎,陳建騏,陳綺貞　THE VERSE)
- 2013年02月07日 - 『讓我想一想』、 『還是會寂寞』 、『吉他手』  (黑膠唱片)　*アナログ再発
- 2013年04月29日 -  『精選』 (2LP/透明膠版)　*アナログ再発
- 2013年12月06日 - 『時間的歌』
- 2015年11月18日 - 『時間的歌 巡迴演唱會影音記錄 限量影音典藏』(2CD+DVD,2CD+Blu-ray)
- 2016年09月01日 - 『花的姿態三部曲 珍藏版黑膠套』(限量珍藏版黑膠套裝組3+1LP/180g)

　　*（華麗的冒險、太陽、時間的歌のアナログ化と陳綺貞1996 木船民歌大賽冠軍電台訪問 + 2003年可愛少年demoを収録した7inchがBoxに収められている）
- 2017年6月30日 - 『讓我想一想』 (限量圖膠唱片)　*アナログ再発
- 2017年7月28日 - 『還是會寂寞』 (限量圖膠唱片)　*アナログ再発
- 2017年8月31日 - 『吉他手』 (限量圖膠唱片)　*アナログ再発
- 2018年12月11日 - 『沙發海』（預購精裝珍藏版には3種のポスターのうち1枚が附属）

### シングル
- 2003年11月??日 - 『Sentimental Kills』
- 2004年03月??日 - 『旅行的意義』
- 2004年12月31日 - 『after 17』
- 2006年10月??日 - 『快樂的夏天』食玩包（男生版）収録曲『西風的話』
- 2006年10月??日 - 『快樂的夏天』食玩包（女生版）収録曲『送別』
- 2007年02月08日 - 『pussy』
- 2008年07月12日 - 『失敗者的飛翔』
- 2009年10月19日 - 『太陽募款限定單曲』
- 2011年10月01日 - 『蜉蝣』
- 2014年12月01日 - 『偶然與巧合』
- 2018年03月09日 - 『台北某個地方』

### DVD
- 2005年10月 - 『Sixteen Days DVD CHEER`S FRAME-001 陳綺貞[華麗的冒険] 録音影像筆記 16 day』
- 2007年 5月 - 『陳綺貞2005-2006花的姿態演唱會 經典實錄(DVD)』
- 2007年 9月 - 『CHEER LOOKS CHEER`S FRAME-002 陳綺貞音楽影像作品集』
- 2010年 5月 - 『太陽 巡迴演唱會immortal tour影音記録』
- 2015年11月 - 『時間的歌 巡迴演唱會影音記錄』*限定盤で初のblu-rayも発売された